# Zmajevac (Cazin)
Zmajevac es una población rural de la municipalidad de Cazin, en Bosnia y Herzegovina.

## Demografía
Hasta 2013 la población era de 439 habitantes.